# Jendrik Sigwart
Jendrik Sigwart, známý jako Jendrik (* 27. srpna 1994 Hamburk), je německý zpěvák, skladatel a herec. V roce 2021 reprezentoval Německo na Eurovision Song Contest 2021 s písní „I Don't Feel Hate“. Tam obdržel pouhé 3 body od národních odborných porot a ani jeden bod od publika, takže skončil na předposledním 25. místě.

## Diskografie

### EP
- 2024: The-Gonna-End-Up-Somewhere-Anyway
- 2024: The-Little-Summer-Morning-Live-Band-Aid
- 2024: The-Acoustic-Birthday-ExP
- 2024: The-Never-Ending-Fall
- 2024: The-German-Winter-ExP

### Singly
- 2016: „Dibdibidi“
- 2021: „I Don't Feel Hate“
- 2024: „I Can't Explain It I ♥️ U“
- 2024: „Stronger From It“
- 2024: „Parallel Dimension“
- 2024: „How to Stay Optimistic?“
- 2024: „The Neighbour Song“
- 2024: „Interview with a Ghost“